# Morte di Silvio Ferrari

Il terrorista Silvio Ferrari

La morte di Silvio Ferrari avvenne il 19 maggio 1974 di notte alle 3:00 circa in via IV Novembre nei pressi di piazza del Mercato a Brescia in seguito all'esplosione della bomba che portava sulla pedana della Vespa 125 "Primavera" di proprietà del fratello Mauro mentre la trasportava per metterla davanti alla sede bresciana della CISL. L'ordigno doveva esplodere alle 4.
L'esplosione distrusse anche una macelleria. Vicino alla Vespa rimasta con il motore acceso e al cadavere dilaniato venne trovata una pistola Beretta 7.65 con caricatore e colpo in canna vicino a cinque copie quasi bruciate di Anno Zero, la rivista ufficiale del movimento estremista di destra Ordine Nuovo del 31 gennaio 1974.

## L'antefatto

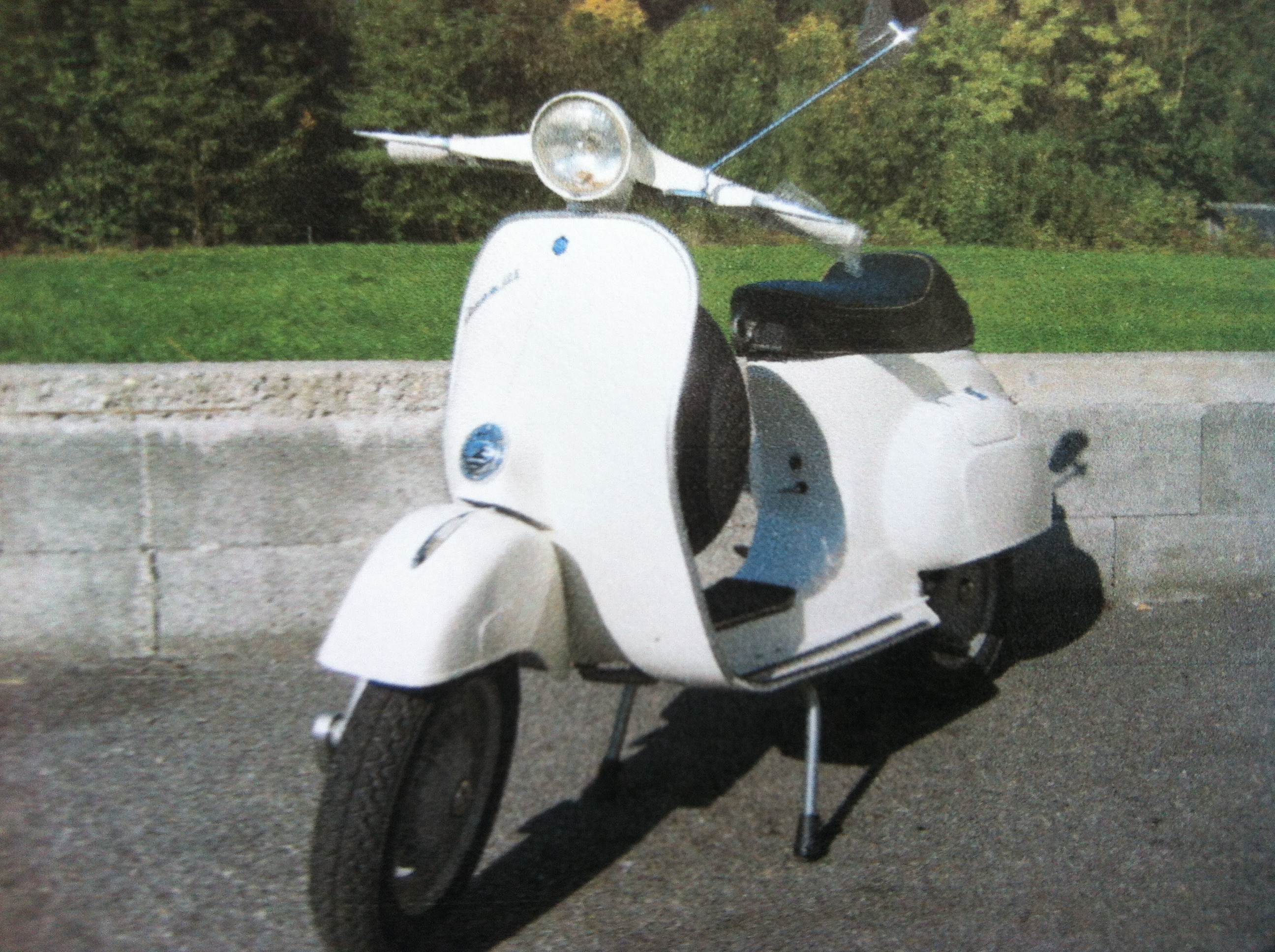
Una Vespa 125 Primavera simile a quella usata da Silvio Ferrari per trasportare la bomba

Silvio Ferrari era nato a Brescia il 14 novembre 1953, dopo aver studiato in un collegio a Salò dove si era avvicinato al Circolo La Fenice di estrema destra, si era iscritto alla facoltà di farmacia dell'Università di Parma ma l'aveva lasciata poco dopo per lavorare con suo padre che era un noto concessionario Lancia della città. Era stato anche fidanzato con la diciassettenne Ombretta Giacomazzi, che in seguito sposerà l'industriale Carlo Soffiantini, figlio maggiore di Giuseppe Soffiantini, imprenditore rapito nel 1997 dall'anonima sequestri.
Era inizialmente legato all'estrema destra milanese da cui si allontanò dopo l'attentato al treno Torino-Roma. Nella notte tra il 3 e il 4 febbraio 1973 col gruppo di Avanguardia Nazionale aveva fatto un attentato dinamitardo contro la sede bresciana del Partito Socialista Italiano, lanciando una bomba a mano SRCM Mod. 35 in dotazione all'Esercito. Il 16 febbraio contribuì a mettere un ordigno in un supermercato Coop, causando danni per 4-5 milioni di lire e danneggiando tre auto parcheggiate davanti al supermercato.
Il 9 marzo lanciò una molotov contro un corteo organizzato per chiedere la scarcerazione dell'anarchico Giovanni Marini, in carcere dal 1972 per aver ucciso a pugnalate un militante del FUAN. Il 1º maggio cercò di mettere un ordigno davanti alla sede bresciana delle CISL, ma non riuscì nell'intento. Il 9 maggio contribuì a collocare un ordigno in una macelleria di Brescia che la danneggiò e distrusse due auto.
Dopo la sua morte il 9 giugno i carabinieri perquisirono la casa del Ferrari e venne trovato un candelotto di Vitezit 30 di produzione jugoslava che era un tipo di gelignite potenziata con una percentuale di nitroglicerina al 25% utilizzata dai militari, forse lo stesso esplosivo venne usato anche nella strage di Peteano, nella strage di Piazza Fontana e nella strage di Piazza della Loggia.

## La morte

Il cadavere di Silvio Ferrari dilaniato dalla bomba, poco lontano si può vedere la Vespa

La sera prima di morire cenò con alcuni amici e poi raggiunse una villa sul lago di Garda a Toscolano Maderno, dove fece baldoria, ma - come raccontato dai testimoni - bevve molto e parlò molto poco. Venne poi riaccompagnato a casa prima delle due di notte e nessuno lo sentì uscire di casa con la Vespa del fratello.
Secondo i rilievi della Polizia l'ordigno era composto da mezzo chilo di tritolo ad alto punto di fusione e da mezzo chilo di polvere da mina con innesco a orologeria con una sveglia di marca "Europa" del 1968 e la causa dello scoppio non fu accidentale ma dovuta a un errore di regolazione della sveglia e che Ferrari non sapeva a che ora sarebbe esplosa.
Secondo una perizia Ferrari si trovava con i piedi per terra e i gomiti sul manubrio della Vespa col motore acceso e stava aspettando che la guardia notturna si allontanasse per mettere l'ordigno; dopo aver messo la bomba alle 4 doveva tornare a casa, ma la bomba era regolata male con il timer. Si è ipotizzato successivamente che l'ordigno sia stato sabotato dai suoi complici per punirlo per la sua riluttanza a proseguire nella strategia degli attentati.
Secondo il suo amico Carlo Maggi invece cadde dalla Vespa perché era alticcio.
Secondo la testimonianza di che stava ispezionando una porta secondaria della Banca Commerciale Italiana in via Fratelli Dandolo che sentì la Vespa: 
Dopo qualche attimo, avvertii il rumore di una violenta esplosione. Mi diressi subito, velocemente, in bicicletta, verso la Standa, preoccupato che nel negozio affidato alla mia vigilanza fosse successo qualcosa di grave. Mentre stavo per avvicinarmi all'Emporio, vidi però in fondo a via IV Novembre, verso via F.lli Porcellaga, delle fiamme e del fumo. Corso sul posto, vidi un motomezzo che bruciava. Al momento, non mi accorsi del cadavere che poi vidi nei pressi della motoretta. Corsi a telefonare alla Polizia e tornai sul posto. Solo allora mi accorsi che a terra giaceva il corpo dilaniato di una persona. A qualche metro dietro di lui vi era, per terra, una pistola.»
Sul luogo arrivò subito un dipendente dei servizi municipalizzatati della città, che raccontò:

## Le esequie

La corona di fiori al funerale del terrorista Silvio Ferrari, con il simbolo di Ordine Nuovo

Il funerale di Silvio Ferrari si tenne il 21 maggio e venne sepolto nel cimitero periferico di San Francesco di Paola e ci furono scontri tra estremisti di destra e di sinistra che portarono all'arresto dei cinque studenti veronesi Alberto Romanelli, Arianno Avogaro, Giuseppe De Filippi Venezia, Franco Francescon e Nicola Guarino Lo Bianco tutti legati a Ordine Nuovo.
Il giorno del funerale arrivarono estremisti di destra da Veneto, Emilia-Romagna e dal resto della Lombardia che provocarono numerosi incidenti e tafferugli e al funerale venne messa una corona di fiori a forma di ascia bipenne che era il simbolo di Ordine Nuovo con scritto "Camerati Anno Zero".
Il 19 maggio 1975, giorno del primo anniversario della morte di Silvio Ferrari sul Giornale di Brescia venne pubblicato un necrologio le cui iniziali dei nomi se venivano lette in verticale formavano la frase "Camerata Silvio presente".

## I legami con la Strage di piazza della Loggia
Il giorno dei funerali al Giornale di Brescia arrivò una lettera firmata Partito Nazionale Fascista - Sez. di Brescia - Silvio Ferrari che il prefetto di Brescia non rese nota e il 27 maggio arrivò un'altra lettera alla stampa bresciana di Ordine Nero Gruppo Anno Zero, tutte e due le lettere minacciavano nuovi attentati.
La lettera anonima spedita il giorno dei funerali di Ferrari venne spedita da Ermanno Buzzi, in seguito riconosciuto come unico esecutore della strage di piazza della Loggia e condannato in primo grado all'ergastolo, in seguito ucciso nel carcere di Novara nel 1982 da Mario Tuti e Pierluigi Concutelli. Silvio Ferrari conosceva Ermanno Buzzi.
In seguito a questi fatti venne convocato per il 28 maggio alle 10 in piazza della Loggia una manifestazione contro il terrorismo neofascista indetta dai sindacati e dal Comitato Antifascista, ma durante la manifestazione esplose una bomba nascosta in un cestino portarifiuti che provocò la morte di 8 persone e il ferimento di altre 102.

## Gli esiti giudiziari
Il 30 marzo 1978 venne aperta il primo procedimento penale che si concluse dopo 178 udienze il 2 luglio 1979 con la condanna per omicidio colposo e non volontario Nando Ferrari, all'epoca responsabile del Settore attivismo e propaganda del Fronte della Gioventù, l'organizzazione giovanile del Movimento Sociale Italiano. Il 2 marzo 1982 la Corte d'assise d'appello di Brescia lo assolse. Dopo il ricorso della procura di Brescia alla Corte di Cassazione contro l'assoluzione, il processo venne spostato alla Corte d'assise d'appello di Venezia che lo assolse nuovamente assieme agli altri sotto processo per la strage di Brescia. Tutti furono nuovamente assolti dalla Corte di Cassazione il 25 settembre 1987 tranne il defunto Ermanno Buzzi.

## La morte di Silvio Ferrari nei media
La morte di Silvio Ferrari è stata ricostruita nel programma Blu notte - Misteri italiani condotto da Carlo Lucarelli nella puntata Piazza della Loggia. Il luogo della memoria andata in onda il 16 settembre 2007 dedicata alla strage di Piazza della Loggia.